# Þorsteinn Páll Hængsson
Þorsteinn Páll Hængsson (* 20. August 1964) ist ein isländischer Badmintonspieler.

## Karriere
Þorsteinn Páll Hængsson wurde 1984 erstmals isländischer Meister. Sechs weitere Titel folgten bis 1994. Des Weiteren siegte er fünf Mal bei den Iceland International. 1993 und 1999 nahm er an den Weltmeisterschaften teil.

## Sportliche Erfolge
| Saison | Veranstaltung                 | Disziplin    | Platz | Name                                          |
| ------ | ----------------------------- | ------------ | ----- | --------------------------------------------- |
| 1984   | Island: Einzelmeisterschaften | Herrendoppel | 1     | Þorsteinn Páll Hængsson / Broddi Kristjánsson |
| 1985   | Island: Einzelmeisterschaften | Herrendoppel | 1     | Þorsteinn Páll Hængsson / Broddi Kristjánsson |
| 1986   | Island: Einzelmeisterschaften | Herrendoppel | 1     | Þorsteinn Páll Hængsson / Broddi Kristjansson |
| 1987   | Iceland International         | Herrendoppel | 1     | Broddi Kristjánsson / Þorsteinn Páll Hængsson |
| 1987   | Island: Einzelmeisterschaften | Mixed        | 1     | Þorsteinn Páll Hængsson / Þórdís Edwald       |
| 1987   | Island: Einzelmeisterschaften | Herreneinzel | 1     | Þorsteinn Páll Hængsson                       |
| 1987   | Island: Einzelmeisterschaften | Herrendoppel | 1     | Þorsteinn Páll Hængsson / Broddi Kristjánsson |
| 1989   | Iceland International         | Herrendoppel | 1     | Broddi Kristjánsson / Þorsteinn Páll Hængsson |
| 1990   | Iceland International         | Mixed        | 1     | Þorsteinn Páll Hængsson / Inga Kjartansdóttir |
| 1990   | Iceland International         | Herrendoppel | 1     | Broddi Kristjánsson / Þorsteinn Páll Hængsson |
| 1991   | Iceland International         | Herrendoppel | 1     | Ármann Þorvaldsson / Þorsteinn Páll Hængsson  |
| 1994   | Island: Einzelmeisterschaften | Herreneinzel | 1     | Þorsteinn Páll Hængsson                       |
| 1999   | Weltmeisterschaft             | Herrendoppel | 33    | Þorsteinn Páll Hængsson / Broddi Kristjánsson |